# Sprookjesstation
Sprookjesstation is een station in het Nederlandse attractiepark de Efteling. Het station opende in 1999 waar verschillende sprookjesfiguren op de trein aan het wachten zijn. De stoomtrein stopt niet aan dit station. Het station werd gebouwd naar ontwerp van Ton van de Ven. 

## Geschiedenis
Het station opende in 1999 aan de rand van het Sprookjesbos. Tot de bouw van de Sprookjesboom was het gebouw niet te zien door de beplanting. Verschillende sprookjesfiguren zijn in het station aan het wachten waaronder; de Gelaarsde Kat, een heks, verschillende Laven van het Volk van Laaf. 

## Trivia
- Ondanks dat een groot naambord in het station "Marerijk" vermeldt, is het station niet Station Marerijk.

Lijst van attracties in de Efteling · Lijst van sprookjes in de Efteling · Afbeeldingen